# Мариупольская мечеть
Мариупольская мечеть в честь султана Сулеймана Великолепного и Роксоланы (укр. Маріупольська мечеть на честь султана Сулеймана Пишного і Роксолани) — мечеть и одноимённый исламский культурный центр в Приморском районе Мариуполя.

## История
Мечеть была открыта 15 октября 2007 года в присутствии министра строительства, архитектуры и жилищно-коммунального хозяйства Турции Фарука Нафиза Озака и других гостей из Турции.
Финансировали строительство директор Мариупольского центрального рынка Салих Джихан и другие члены азербайджанской общины города. Прообразом архитектуры мечети стала Сулеймание Джами в Стамбуле.
Мечеть и минарет стали популярным местом для свадебных фотографий.
12 апреля 2022 года россияне обстреляли мечеть, где скрывалось около 90 человек.

## Галерея

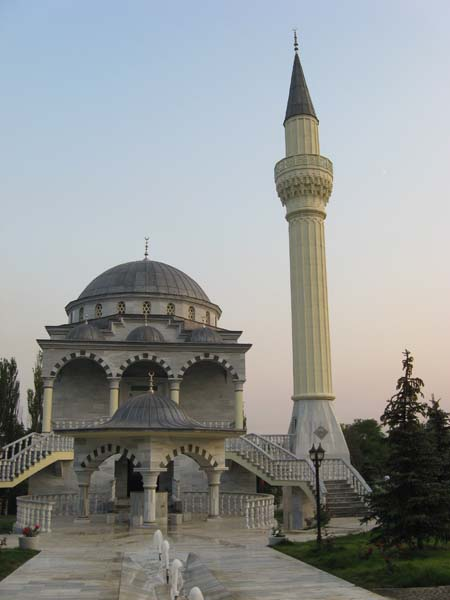
Мечеть
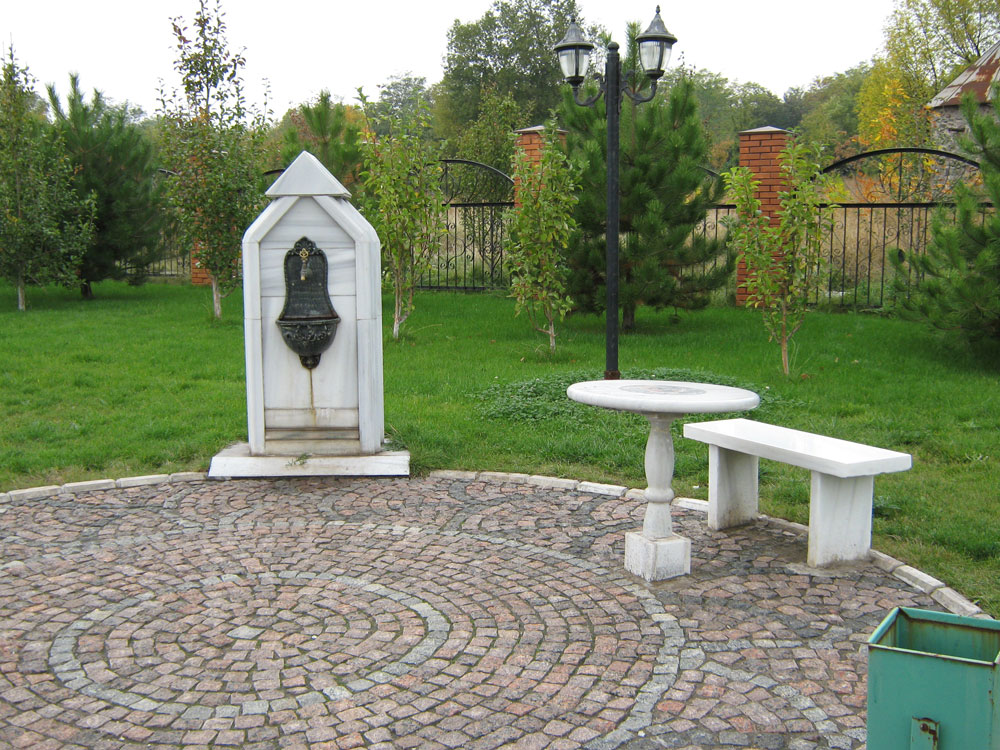
Дворик мечети
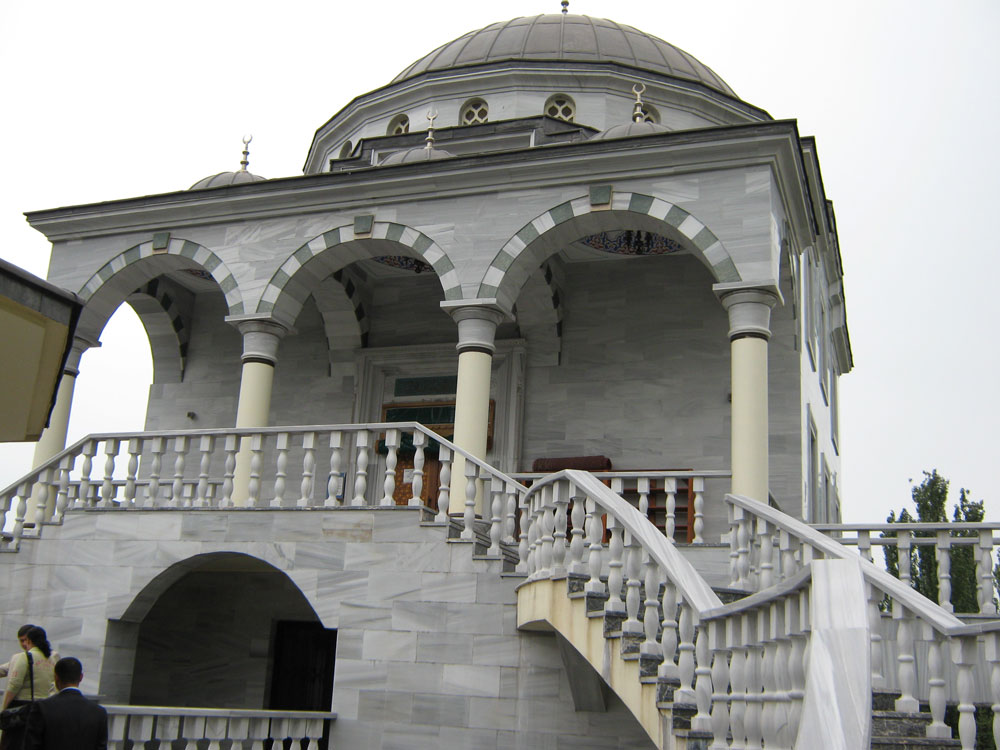
Крупным планом